# 左髙啓三
左髙 啓三（さたか けいぞう、1946年8月6日 - ）は、日本の建築家、都市計画家。
株式会社I・I・E国際環境研究所所長（代表取締役）。ドイツの温泉利用のまちづくりに詳しい。

## 来歴
1965年4月、東京芸術大学美術学部建築科入学。
1970年3月、東京芸術大学美術学部建築科卒業。
1970年4月、丹下健三+都市・建築設計研究所入所（1974年3月退所）。
1971年5月 - 1973年5月まで、西ドイツのシュツットガルト工科大学軽量構造物研究所、客員研究員。
1974年4月 - 1975年5月まで、シュツットガルト工科大学軽量構造物研究所入所（Frei OTTO）。
1975年10月、東京芸術大学美術学部建築科、特別講師。
1975年12月、株式会社I・I・E国際環境研究所開設。

## 役職
- 経済企画庁年金住宅福祉協会 年金住宅研究会委員
- 日本建築学会 会員 地球環境行動WG委員
- 新日本建築家協会 会員[5]、国際情報委員[3]
- 日本建築士会連合会 会員[3]
- 日本膜構造協会 膜構造建築物開発委員[3]
- 日英高齢者・障害者ケア開発協力機構日本委員会 委員
- NPO健康未来研究所 専務理事
- 日本クーアシュタット（Kurstadt）研究会 代表幹事
- 日本エキスティクス学会（日本居住学会） 会員
- 一般財団法人グリーンジャパン 理事[3]
- 諏訪市 第4次市総合計画 総合政策アドバイザー[1]

## 作品
- 1985年、EXPO'85筑波国際科学技術博覧会・サントリー館
- 1986年、別府ゴルフ場計画
- 1989年、'89海と島の博覧会・ひろしまテーマ館（全体計画も[3]）
- 1990年、水の館
- 00同年、大阪イベントビル
- 00同年、中目黒保守基地慰霊碑
- 00同年、スタジオ・シティー・東京計画[6]

## デザインコンペ応募
- 1994年、大館樹海ドーム（秋田） 提案競技[7]
- 1994年、こまつドーム（石川） 設計競技[7]
- 2012年、国立競技場（東京） 基本構想国際デザインコンクール[8]

## 著書
- 『環境福祉学入門』 第四編「国外の取り組み」 3 ドイツのクーアシュタット（2004年5月20日、環境新聞社） ISBN 978-4860180645